# Al-Ramtha SC
Al-Ramtha Sports Club (ar. نادي الرمثا الرياضي) – jordański klub piłkarski grający w pierwszej lidze jordańskiej, mający siedzibę w mieście Ar-Ramsa.

## Historia
Klub został założony w 1965 roku. W swojej historii klub dwukrotnie zostawał mistrzem Jordanii w sezonach 1981 i 1982. Zdobył również dwa Puchary Jordanii w 1991 i 1992, dwa Superpuchary Jordanii w 1983 i 1990 oraz pięć Tarcz Wspólnoty w 1990, 1991, 1994, 1997 i 2002.

## Sukcesy
- I liga:

mistrzostwo (2): 1981, 1982
- Puchar Jordanii:

zwycięstwo (2): 1991, 1992
- Tarcza Wspólnoty:

zwycięstwo (5): 1990, 1991, 1994, 1997, 2002
- Superpuchar Jordanii:

zwycięstwo (2): 1983, 1990

## Stadion
Domowe mecze klub rozgrywa na stadionie o nazwie Prince Hashim Stadium, położonym w mieście Ar-Ramsa. Stadion może pomieścić 5000 widzów.